# Толофуа, Юлия
Юлия Толофуа (фр. Julia Tolofua; род. 1 июня 1997) — французская дзюдоистка, выступающая в весовой категории свыше 78 кг. Серебряный призёр чемпионатов мира 2021, 2022 и 2023 годов, серебряный призёр чемпионата Европы 2024 года.

## Биография
Юлия Толофуа родилась 1 июня 1997 года.

## Карьера
В 2016 году Толофуа выиграла чемпионат Европы среди юниоров. В 2017 году она стала победителем на чемпионате Франции. В 2018 году завоевала бронзовую медаль на Средиземноморских играх в Таррагоне. В 2019 году Толофуа вновь выиграла титул чемпиона Франции.
В 2021 году принимала участие на чемпионате мира в Будапеште. В командных соревнованиях в составе сборной Франции стала обладателем серебряной медали. 
В 2022 году на чемпионате мира в Ташкенте, Юлия завоевала серебро в командном соревновании, а также бронзу в личном первенстве в категории свыше 78 кг.
На чемпионате мира 2023 года, который состоялся в Дохе, французская спортсменка завоевала серебряную медаль, уступив в финале японской спортсменке Акире Сонэ.  